# 4. Międzynarodowy Festiwal Filmowy w Berlinie
Nagrody rozdane na festiwalu filmowym w Berlinie w roku 1954
| Nagroda (kategoria) | Film                                          | Kraj            |
| ------------------- | --------------------------------------------- | --------------- |
| Złoty Niedźwiedź    | Wybór Hobsona                                 | Wielka Brytania |
| Srebrny Niedźwiedź  | Chleb, miłość i fantazja                      | Włochy          |
| Brązowy niedźwiedź  | Le défroqué                                   | Francja         |
| Duży Złoty Medal    | Żyjąca pustynia                               | USA             |
| Duży Srebrny Medal  | Det stora äventyret                           | Szwecja         |
| Duży Brązowy Medal  | Un siècle d´or - l´art des primitifs flamands | Belgia          |

## Jury
W latach 1952–1955 nagrody były wręczane osobom wybranym przez publiczność.